# Bret Iwan
Bret Iwan (født 10. september 1982) er en amerikansk skuespiller, der lægger stemme til Mickey Mouse. Bret Iwan overtog opgaven efter afdøde Wayne Allwine. Iwan har tidligere arbejdet som illustrator hos Hallmark.